# 21e cérémonie des Goyas
La 21e cérémonie des Goyas (ou Premios Goya), organisée par l'Academia de las artes y las ciencias cinematográficas de España, a eu lieu le 28 janvier 2007 au Palais municipal des congrès de Madrid et a récompensé les films sortis en 2006.
Le film Volver de Pedro Almodóvar remporte cinq récompenses dont les deux majeures (meilleur film et meilleur réalisateur) mais c'est Le Labyrinthe de Pan (El laberinto del fauno) de Guillermo del Toro qui est le film le plus récompensé avec sept prix,.

## Palmarès

### Meilleur film
- Volver de Pedro Almodóvar
  - Capitaine Alatriste (Alatriste) de Agustín Díaz Yanes
  - Le Labyrinthe de Pan (El laberinto del fauno) de Guillermo del Toro
  - Salvador (Puig Antich) de Manuel Huerga

### Meilleur réalisateur
- Pedro Almodóvar pour Volver
  - Agustín Díaz Yanes pour Capitaine Alatriste (Alatriste)
  - Guillermo del Toro pour Le Labyrinthe de Pan (El laberinto del fauno)
  - Manuel Huerga pour Salvador (Puig Antich)

### Meilleur nouveau réalisateur
- Daniel Sánchez Arévalo pour Azul (AzulOscuroCasiNegro)
  - Carlos Iglesias pour Un Franco, 14 pesetas
  - Javier Rebollo pour Ce que je sais de Lola (Lo que sé de Lola)
  - Jorge Sánchez-Cabezudo pour La Nuit des tournesols (La noche de los girasoles)

### Meilleur acteur
- Juan Diego pour son rôle dans Vete de mí
  - Daniel Brühl pour son rôle dans Salvador (Puig Antich)
  - Viggo Mortensen pour son rôle dans Capitaine Alatriste (Alatriste)
  - Sergi López pour son rôle dans Le Labyrinthe de Pan (El laberinto del fauno)

### Meilleure actrice
- Penélope Cruz pour son rôle dans Volver
  - Maribel Verdú pour son rôle dans Le Labyrinthe de Pan (El laberinto del fauno)
  - Marta Etura pour son rôle dans Azul (AzulOscuroCasiNegro)
  - Silvia Abascal pour son rôle dans La dama boba

### Meilleur acteur dans un second rôle
- Antonio de la Torre pour son rôle dans Azul (AzulOscuroCasiNegro)
  - Juan Echanove pour son rôle dans Capitaine Alatriste (Alatriste)
  - Juan Diego Botto pour son rôle dans Vete de mí
  - Leonardo Sbaraglia pour son rôle dans Salvador (Puig Antich)

### Meilleure actrice dans un second rôle
- Carmen Maura pour son rôle dans Volver
  - Ariadna Gil pour son rôle dans Capitaine Alatriste (Alatriste)
  - Lola Dueñas pour son rôle dans Volver
  - Blanca Portillo pour son rôle dans Volver

### Meilleur espoir masculin
- Quim Gutiérrez pour son rôle dans Azul (AzulOscuroCasiNegro)
  - Alberto Amarilla pour son rôle dans Summer Rain (El camino de los ingleses)
  - Javier Cifrián pour son rôle dans El próximo Oriente
  - Walter Vidarte pour La Nuit des tournesols (La noche de los girasoles)

### Meilleur espoir féminin
- Ivana Baquero pour son rôle dans Le Labyrinthe de Pan (El laberinto del fauno)
  - Adriana Ugarte pour son rôle dans Cabeza de perro
  - Bebe pour son rôle dans L'Éducation d'une fée (La educación de las hadas)
  - Verónica Echegui pour son rôle dans Yo soy la Juani

### Meilleur scénario original
- Guillermo del Toro pour Le Labyrinthe de Pan (El laberinto del fauno)
  - Daniel Sánchez Arévalo pour Azul (AzulOscuroCasiNegro)
  - Jorge Sánchez-Cabezudo pour La Nuit des tournesols (La noche de los girasoles)
  - Pedro Almodóvar pour Volver

### Meilleur scénario adapté
- Lluís Arcarazo pour Salvador (Puig Antich)
  - Agustín Díaz Yanes pour Capitaine Alatriste (Alatriste)
  - Antonio Soler pour Summer Rain (El camino de los ingleses)
  - José Luis Cuerda pour L'Éducation d'une fée (La educación de las hadas)

### Meilleure photographie
- Guillermo Navarro pour Le Labyrinthe de Pan (El laberinto del fauno)

### Meilleur montage
- Bernat Vilaplana pour Le Labyrinthe de Pan (El laberinto del fauno)

### Meilleure direction artistique
- Eugenio Caballero pour Capitaine Alatriste (Alatriste)

### Meilleure direction de production
- Cristina Zumárraga pour Capitaine Alatriste (Alatriste)

### Meilleurs costumes
- Francesca Sartori pour Capitaine Alatriste (Alatriste)

### Meilleurs maquillages et coiffures
- José Quetglas et Blanca Sánchez pour Le Labyrinthe de Pan (El laberinto del fauno)

### Meilleur son
- Miguel Polo et Martín Hernández pour Le Labyrinthe de Pan (El laberinto del fauno)

### Meilleurs effets visuels
- David Martí, Montse Ribé, Reyes Abades, Everett Burrell, Edward Irastorza et Emilio Ruiz pour Le Labyrinthe de Pan (El laberinto del fauno)

### Meilleure musique originale
- Alberto Iglesias pour Volver

### Meilleure chanson originale
- Tiempo pequeño de Bebe et Lucio Godoy pour L'Éducation d'une fée (La educación de las hadas)

### Meilleur film étranger en langue espagnole
- Las manos de Alejandro Doria

### Meilleur film européen
- The Queen de Stephen Frears

### Meilleur film d'animation
- El Ratón Pérez de Juan Pablo Buscarini

### Meilleur film documentaire
- Cineastas en acción de Carlos Benpar

### Prix Goya d'honneur
- Tedy Villalba

## Statistiques

### Nominations multiples
15 : Capitaine Alatriste

### Récompenses multiples
7 : Le Labyrinthe de Pan